# Parafia Trójcy Przenajświętszej w Łyngmianach
Parafia Trójcy Przenajświętszej w Łyngmianach – parafia rzymskokatolicka, administracyjnie należąca do archidiecezji wileńskiej, znajdująca się w dekanacie ignalińskim. 